# Blåögd busktörnskata
Blåögd busktörnskata (Laniarius willardi) är en fågel i familjen busktörnskator inom ordningen tättingar.

## Utbredning och systematik
Den förekommer i västra östafrikanska gravsänkesystemet i Burundi och Uganda och beskrevs så sent som 2010. Vissa behandlar den som underart till Laniarius poensis.

## Status
IUCN erkänner den inte som art, varför den inte placeras i någon hotkategori. 

## Namn
Fågelns vetenskapliga namn hedrar David E. Willard, amerikansk ornitolog och samlare. Tidigare kallades den willardbusktörnskata även på svenska, men tilldelades 2023 ett mer informativt namn av BirdLife Sveriges taxonomikommitté.